# Bill Halfacre
William G. „Bill“ Halfacre (* um 1920; † 2000) war ein US-amerikanischer Jazzmusiker (Kontrabass) der späten Swingära.
Halfacre spielte 1942 in New York im Swingorchester von Raymond Scott, zu hören in dessen Hits „Caterpillar Creep“, „Eight Letters in a Mailbox“ und „Secret Agent“.In den Nachkriegsjahren gehörte er den Bands von Hal McIntyre (1946) und Larry Clinton (1947) an. Nach dem Ende der Bigband-Ära arbeitete er als Sessionmusiker u. a. mit Earl Williams („I Don't Want to Take a Chance“), Stuart McKay (Reap the Wild Winds, 1954), Ethel Merman und mit Della Reese („Good Morning Blues“, 1958). Im Bereich des Jazz war er laut Tom Lord zwischen 1942 und 1960 an 19 Aufnahmesessions beteiligt, zuletzt in Memphis im Trio des Pianisten Graham Forbes (The Martini Set). Aus späteren Jahren liegen keine Aufnahmen vor.